# Кузнецов, Борис Георгиевич
Бори́с Гео́ргиевич Кузнецо́в (23 февраля 1947, Астрахань, РСФСР, СССР — 2 мая 2006, Астрахань) — советский боксёр, олимпийский чемпион 1972 года, серебряный призёр чемпионата мира 1974 года, чемпион СССР (1972, 1974). Заслуженный мастер спорта СССР (1972). Награждён орденом «Знак Почёта».

## Биография
Борис Кузнецов родился 23 февраля 1947 года в Астрахани. Заниматься боксом начал в 1961 году. Выступал за «Трудовые резервы» (Астрахань). В 1971 году окончил Астраханский государственный педагогический институт. После окончания спортивной карьеры создал в г. Астрахани детскую школу по боксу.
Скончался в Астрахани 2 мая 2006 года на 60-м году жизни.

## Спортивная карьера
Занятия боксом начал с 15 января 1961 года в 13-летнем возрасте под руководством тренера Ю. Белокосова. Первый официальный бой провёл в 14-летнем возрасте в 1961 году. С 1965 года Борис начал приобретать известность в кругах тренеров и специалистов. Боксёра отличала нестандартная манера ведения боя: во время поединка он работал в открытой стойке с опущенными руками, и многие его сравнивали со знаменитым боксёром Виктором Агеевым. Резкость движений, неожиданность для соперника позволяли очень зрелищно смотреться на ринге. В 1965 и 1966 годах Борис Кузнецов становится чемпионом юношеского чемпионата СССР, в 1966 году выиграл международный турнир «Олимпийские надежды» (Берлин).
Под руководством тренера Александра Чаплыгина в 1970 и 1971 годах становится серебряным призёром чемпионата СССР, в 1972 году — чемпионом СССР. В 1972 году на XX летних Олимпийских играх в Мюнхене Борис Кузнецов завоевал золото в полулёгком весе, выиграв финальный бой у кенийца Филипа Варуинге со счётом 3:2. В 1974 году второй раз становится чемпионом СССР, победив в финальном бою Валериана Соколова со счётом 3:2. В этом же году Кузнецов стал серебряным призёром первого чемпионата мира по боксу в Гаване, проиграв в решающем поединке американцу Говарду Дэвису.
Провёл 249 боёв, в 237 из них праздновал победу. После завершения карьеры Борис Кузнецов создал детско-юношескую школу бокса, став её директором. 

## Память
- Ещё при жизни Бориса Кузнецова с 1997 года в Астрахани начал проводиться ежегодный всероссийский турнир класса «Б» среди взрослых и юношей его имени, после смерти — в память о выдающемся советском боксёре[3].
- С 1 января 2013 года спортивная школа олимпийского резерва № 1 (Астрахань) была переименована в Спортивную школу олимпийского резерва имени Б.Г. Кузнецова[1][4].
- В 2018 году в Астрахани на доме по улице Краснопитерская, 127 была установлена мемориальная доска памяти Бориса Георгиевича Кузнецова[1].